# باري (بوت دردشة)
كان باري مثالاً مبكرًا لروبوت دردشة، الذي تم تنفيذه في عام 1972 من قبل الطبيب النفسي كينيث كولبي.

## تاريخ
كُتب باري عام 1972 على يد الطبيب النفسي كينيث كولبي، الذي كان آنذاك في جامعة ستانفورد. وبينما كانت إليزا محاكاة لسانية في الخد لطبيب روجيريان، حاول باري محاكاة شخص مصاب بالفصام الزوراني. نفذ البرنامج نموذجًا بسيطًا لسلوك شخص مصاب بالفصام البارانويدي استنادًا إلى المفاهيم والتصورات والمعتقدات (الأحكام حول التصورات: القبول، والرفض، والمحايد). كما جسدت استراتيجية المحادثة، وعلى هذا النحو كان برنامجًا أكثر جدية وتطورًا من إليزا. ووصفت بأنها «إليزا ذات موقف».
تم اختبار باري في أوائل السبعينيات باستخدام صيغة مختلفة من اختبار تورنغ. قامت مجموعة من الأطباء النفسيين ذوي الخبرة بتحليل مجموعة من المرضى الحقيقيين والحواسيب التي تقوم بتشغيل باري من خلال أجهزة التصوير عن بعد. وتم عرض محاضر المحادثات على مجموعة أخرى من 33 طبيبا نفسيا. ثم طلب من المجموعتين تحديد أي من «المرضى» بشري وأيهم برامج حاسوبية. ولم يتمكن الأطباء النفسيون من تحديد هويتهم بشكل صحيح إلا بنسبة 48 في المائة من الوقت -وهو رقم يتفق مع التخمين العشوائي.
باري وإليزا (المعروفان أيضا باسم «الطبيب») «التقينا» عدة مرات. أشهر هذه التبادلات وقعت في المؤتمر الدولي للمؤتمرات في عام 1972، حيث كان باري وإليزا مرتبطتين بأربانت و «تحدثا» مع بعضهما البعض.